# Savissivik
Savissivik (äldre stavning: Savigsivik, även kallad Havighivik by) är en bygd i kommunen Qaasuitsup i nordvästra Grönland. Den ligger på en ö med samma namn, cirka 11 mil söder om staden Qaanaaq. I mitten av 1990-talet hade bygden ännu omkring 100 invånare, men år 2015 är invånarantalet nere på 51.
Savissivik skiljer sig kulturellt och historiskt från öarna längre söderut. Här är invånarna "polareskimåer". 
Ön Savissivik är en känd fyndplats för meteoriter (Savissivik betyder ungefär "platsen där man finner järn", och öns danska namn är Meteoritø), där de största är uppåt 20 ton. Robert Peary tog med sig flera meteoriter till USA 1895, vilket skapade en del upprördhet. På 1960-talet hämtades meteoriten Agpalilik till Köpenhamn, där den står framför Geologisk Museum.